# Léster Morgan
Léster Morgan Suazo (ur. 2 maja 1976 w Villanueva de Santa Cruz de Guanacaste, zm. 1 listopada 2002 w San Rafael) – kostarykański piłkarz grający na pozycji bramkarza.

## Kariera klubowa
Karierę piłkarską Morgan rozpoczął w klubie AD Guanacasteca. Początkowo grał jako obrońca, a z czasem został przekwalifikowany na bramkarza. W kostarykańskiej Primera División zadebiutował w barwach CS Herediano. Największy sukces osiągnął w 2001 roku, kiedy został wicemistrzem kraju – Herdiano w finale play-off okazało się gorsze od LD Alajuelense wygrywając 1:0 u siebie i przegrywając na wyjeździe 0:3.
1 listopada 2002 roku Lester popełnił samobójstwo w swoim domu.

## Kariera reprezentacyjna
W reprezentacji Kostaryki Morgan zadebiutował 24 lutego 1999 roku w wygranym 9:0 towarzyskim meczu z Jamajką. Wcześniej w 1995 roku wziął udział z kadrą U-20 w młodzieżowych Mistrzostwach Świata w Katarze. W 2002 roku został powołany przez Alexandre Guimarãesa do kadry na Mistrzostwa Świata 2002. Tam był rezerwowym zawodnikiem dla Ericka Lonnisa i nie wystąpił w żadnym spotkaniu. W kadrze narodowej wystąpił w 6 meczach.